# Gente de Sunset Boulevard
Mistress, conocida en español como Gente de Sunset Boulevard, es una película cómica de 1991 dirigida por Barry Primus y protagonizada por Robert De Niro, Danny Aiello, Eli Wallach, Robert Wuhl, Christopher Walken y Martin Landau. Fue escrita por Primus y J.F. Lawton.

## Argumento
La historia trata sobre un arruinado guionista de Hollywood llamado Marvin Landisman (Robert Wuhl) cuyo guion ha sido leído por Jack Roth (Martin Landau), un productor que trata de ayudar a Marvin a encontrar inversionistas para realizar la película.
Encuentran gente que quiere invertir, entre ellos: el despiadado Evan (Robert De Niro), el trastornado veterano de guerra Carmine (Danny Aiello) y el excéntrico millonario George (Eli Wallach). Pero parece ser que cada uno de los inversionistas tiene su propia chica que quiere incluir en la película, como Beverly (Sheryl Lee Ralph) y Patricia (Jean Smart).
Gradualmente, el guionista es obligado a ceder ante los estándares y hacer cambios a su guion para conformar a sus patrocinadores, hasta que la apariencia de sus ideas originales se diluyen. El proyecto además provoca tensión entre Marvin y su esposa (Laurie Metcalf).

## Reparto
- Robert Wuhl ... Marvin Landisman
- Martin Landau ... Jack Roth
- Vasek Simek ... Hans
- Jace Alexander ... Stuart Stratland Jr.
- Tuesday Knight ... Peggy
- Eli Wallach ... George Lieberhof
- Danny Aiello ... Carmine Rasso
- Jean Smart ... Patricia Riley
- Robert De Niro ... Evan M. Wright
- Sheryl Lee Ralph ... Beverly
- Chuck Low ... Benrie
- Ernest Borgnine ... él mismo
- Christopher Walken ... Warren Zell